# 질리언 암스트롱
질리언 암스트롱(Gillian Armstrong, 1950년 12월 18일 ~ )은 오스트레일리아의 영화 감독, 영화 각본가이다.

## 작품 목록
- 나의 화려한 인생 (1979)
- 소펠 부인 (1984)
- 하이 타이드 (1987)
- 체즈 노스의 마지막 날들 (1992)
- 작은 아씨들 (1994)
- 오스카와 루신다 (1997)
- 샬롯트 그레이 (2001)
- 언폴딩 플로렌스 - 플로렌스 브로드허스트의 다양한 삶 (2006, 다큐)
- 데스 디파잉: 어느 마술사의 사랑 (2007)
- 러브, 러스트 앤 라이즈 (2009, 다큐)
- 우먼스 히스 언드레스드 (2015, 다큐)